# 昭和57年排出ガス規制
昭和57年排出ガス規制 は、1982年（昭和57年）から1991年（平成3年）にかけて日本国内で販売された車両総重量2.5t以上のガソリン・LPG貨物/乗合車・4サイクル軽貨物車および副室式ディーぜル車を対象に適用された自動車排出ガス規制である。

## 概要
車両総重量2.5t以上のガソリン・LPG貨物/乗合車と4サイクル軽貨物車及び副室式ディーゼル車を対象に、1982年より実施された。
識別記号はガソリン・LPG貨物/乗合車（車両総重量2.5t以上）及び4サイクル軽貨物車はM- で、副室式ディーゼル車はN- である。